# Hôtel de ville de Gennevilliers
L`hôtel de ville de Gennevilliers est un bâtiment administratif se trouvant dans la ville de Gennevilliers dans les Hauts-de-Seine. C’est la plus grande mairie d’Europe. 

## Historique
Ces travaux de réaménagement y sont entrepris en 2020.

## Description

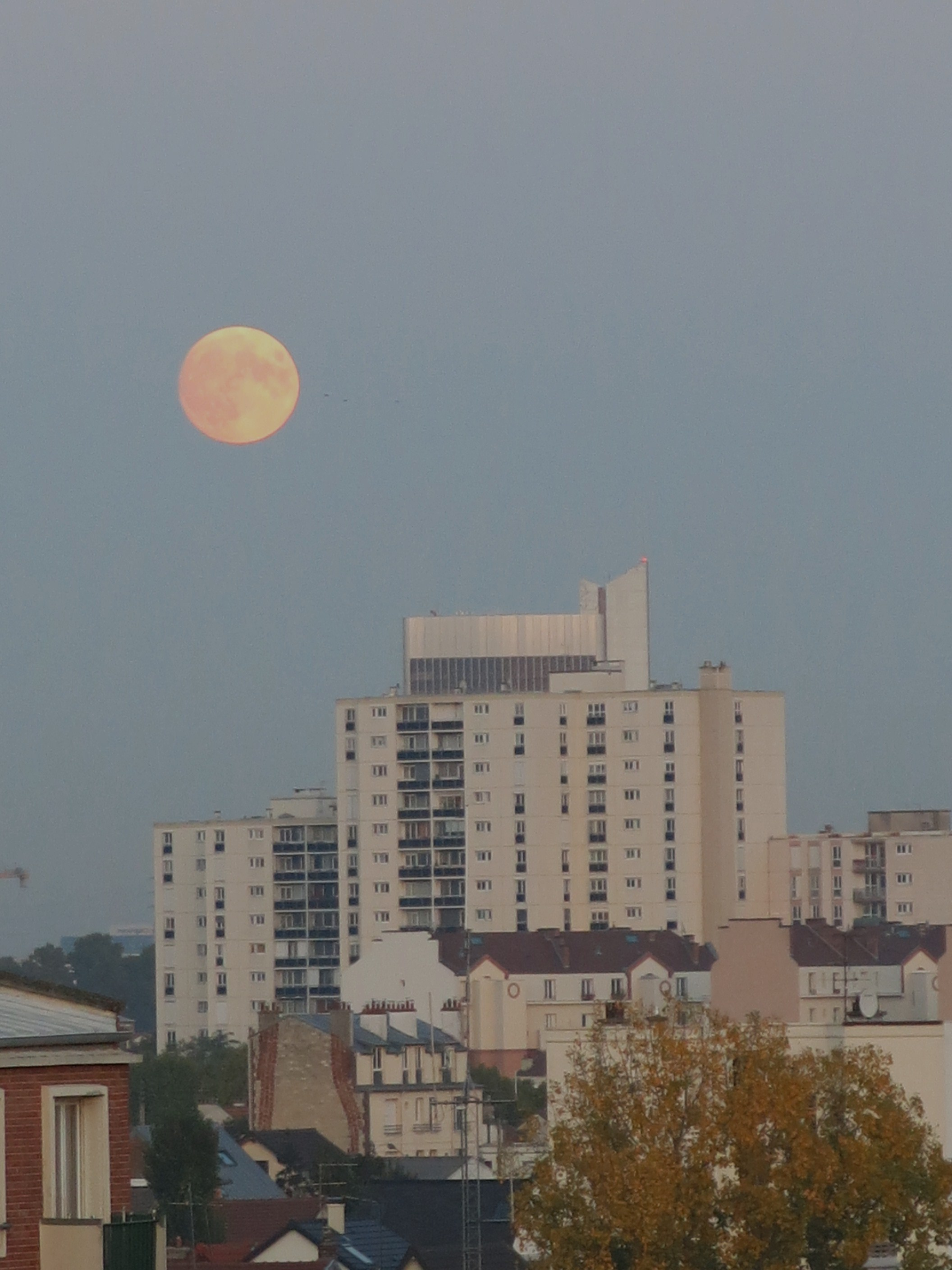
La lune au dessus de la mairie de Gennevilliers

C'est un bâtiment d'une hauteur de vingt étages, situé à l'angle de l'avenue Gabriel-Péri et de la rue Louis-Calmel. Il a été conçu par Georges Auzolle, architecte communal depuis 1935,.